# رفراف أخضر أمريكي
الرفراف الأخضر الأمريكي (الاسم العلمي: Chloroceryle) هو جنس من الطيور ينتمي إلى فصيلة الرفرافيات، موطنها الأصلي في أمريكا الوسطى والمناطق الاستوائية الأمريكية، له نوع واحد فقط يستوطن من تكساس إلى أمريكا الجنوبية.